# Кюгельген, Карл фон
Иога́нн Карл Фердина́нд фон Кю́гельген (нем. Johann Karl Freddinand von Kügelgen; 6 февраля 1772, Бахарах — 9 января 1832, Ревель) — немецкий живописец, рисовальщик и гравёр раннего немецкого романтизма. Брат-близнец Герхарда фон Кюгельгена, пейзажист и автор исторических картин. Придворный художник русского императорского двора, академик Императорской Академии художеств (с 1804). Член Прусской академии искусств в Берлине.

## Биография
Карл фон Кюгельген, сын Франца Антона Кюгельгена (1727—1788), советника Кёльнской судебной палаты, был братом-близнецом Герхарда фон Кюгельгена, живописца-портретиста, профессора Академии искусств в Дрездене, члена Прусской и Российской Императорской Академии художеств. Братья родились 6 февраля в Бахарахе, немецком городе, находящемся на берегу Рейна (земля Рейнланд-Пфальц). Карл и Герхард происходили из старинного дворянского рода Кюгельген.
После школьных лет в Бонне, которые он провёл со своим братом, с 1789 года он изучал философию в первом университете Бонна (в университет он поступил в один год с Людвигом ван Бетховеном). В 1790 году Карл вместе с братом Герхардом отправился изучать живопись у пейзажиста Штюца во Франкфурте-на-Майне, а затем у Януариуса Цика в Кобленце, потом в Вюрцбурге. Их наставником в то время был исторический живописец и портретист Х. Фезель.
В 1791 году Карл вернулся в Бонн, в том же году на стипендию кёльнского курфюрста-архиепископа Максимилиана Франца Австрийского, братья совершили образовательную поездку по странам Европы: их конечной целью был Рим. Сначала в 1795 году они поехали в Ригу через Мюнхен. В Риге Герхарда и Карла приветствовало балтийско-немецкое дворянство Ливонии. В 1796 году Карл фон Кюгельген переехал в Вену, а затем в Ригу вместе с музыкантами Андреасом Ромбергом и Бернхардом Ромбергом.
В 1798 году братья прибыли в Санкт-Петербург, вошли в милость императора Павла I и получили титул придворных живописцев.
Избранный академиком Императорской Академии художеств в Санкт-Петербурге, Карл фон Кюгельген, по поручению нового императора Александра I совершил два путешествия в Крым «для снятия видов» — в 1804 и 1806 годах и в 1818 году — в Финляндию и Эстляндию (Эстонию) . Он привёз из этих поездок множество рисунков и ряд романтических живописных пейзажей, приобретённых потом императором. По заказу императора им была создана серия картин «Виды Ревеля». Некоторые из его крымских видов были изданы в литографиях.
В 1807 году Карл фон Кюгельген женился на Эмили Зоге фон Мантейфель из прибалтийского немецкого баронского рода Цеге-фон-Мантейфели. Жил и работал в Санкт-Петербурге, но в 1831 году переехал в Ревель. Его старший сын Константин Карлович (1810—1880) также был живописцем.
Вместе с братом Карл фон Кюгельген оказал влияние на развитие пейзажного и исторического жанров в русской живописи. В истории остзейской культуры влияние Карла-Фердинанда и Герхарда фон Кюгельгенов столь значительно, что исследователи зачастую называют этот период здесь эпохой Кюгельгенов.
Произведения братьев хранятся в санкт-петербургском Эрмитаже, Павловском музее-заповеднике, Галерее новых мастеров в Дрездене, Графическом кабинете в Дрездене, Дрезденском городском музее, Музее Дрезденского романтизма «Дом Кюгельгенов», Латвийском национальном художественном музее, Музее истории Риги и мореходства, Библиотеке Тартуского университета, Тартуском художественном музее, а также в частных собраниях Германии и Эстонии.

## Галерея

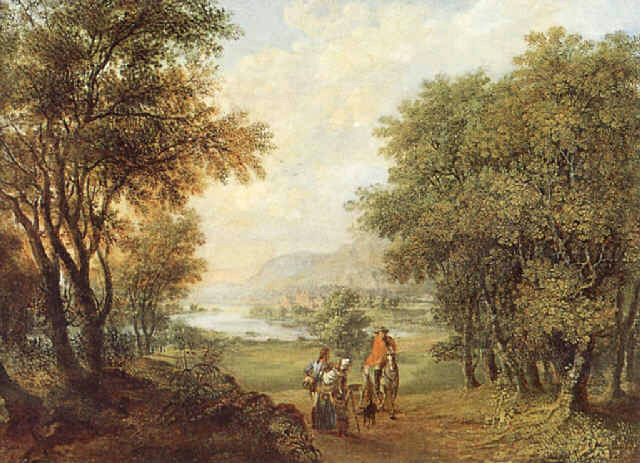
Широкий лесистый речной пейзаж с всадником и нищими. Холст, масло. Частное собрание
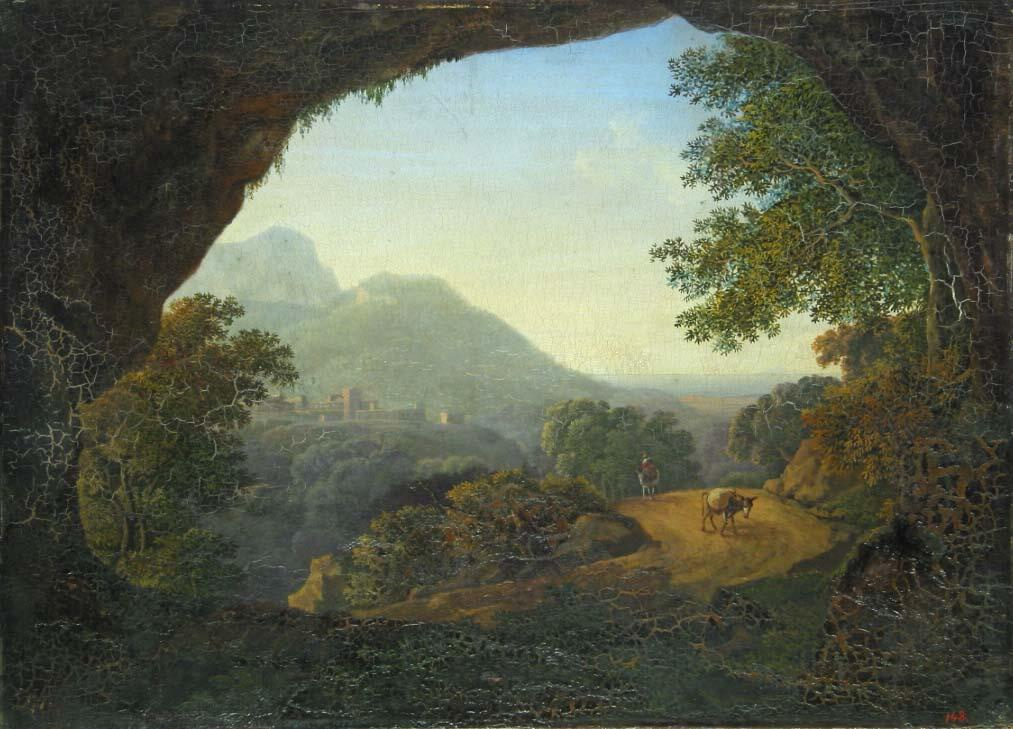
Крымский пейзаж. 1806. Дерево, масло. Государственный Эрмитаж, Санкт-Петербург
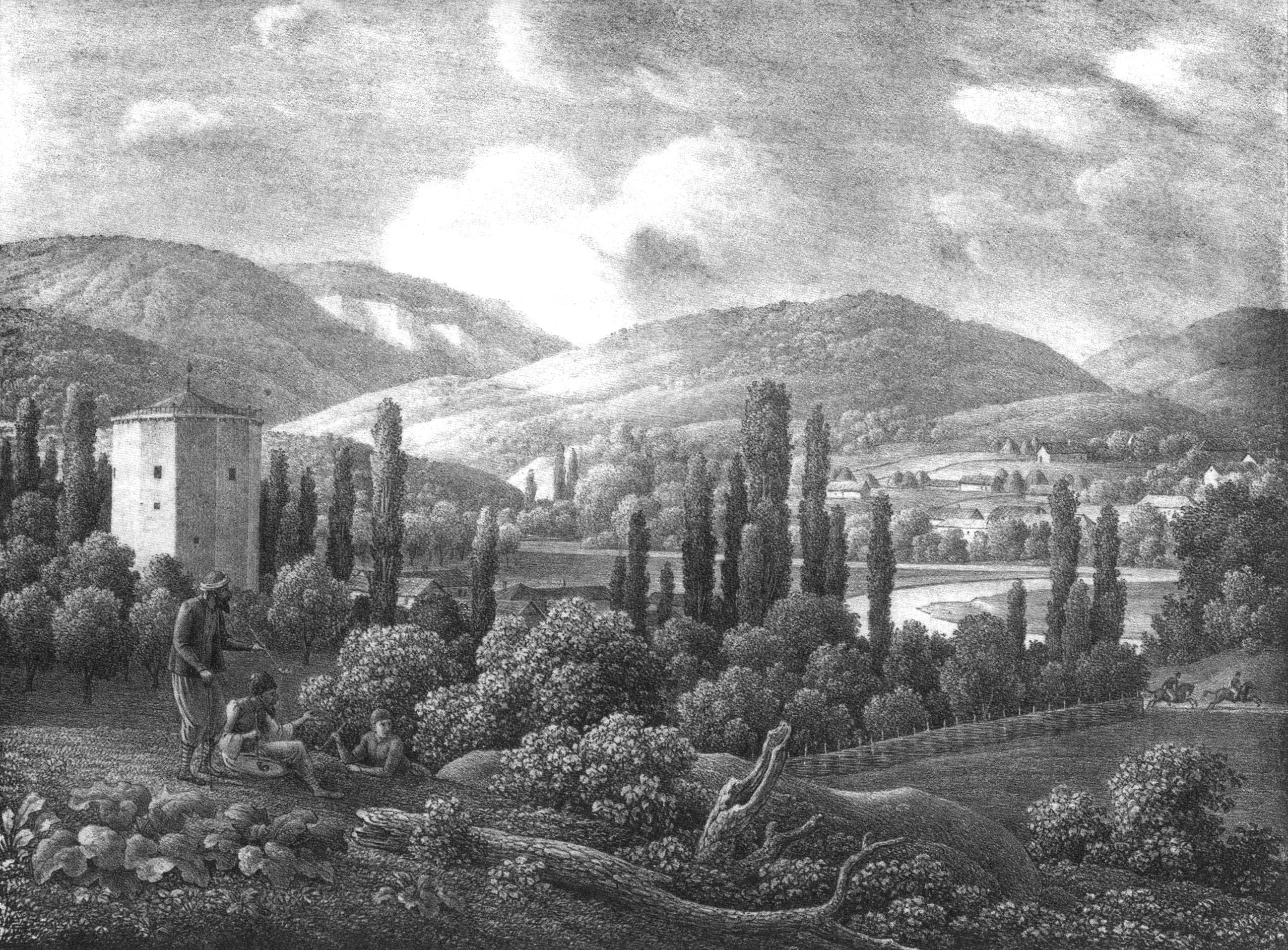
Чоргунь. 1800. Литография
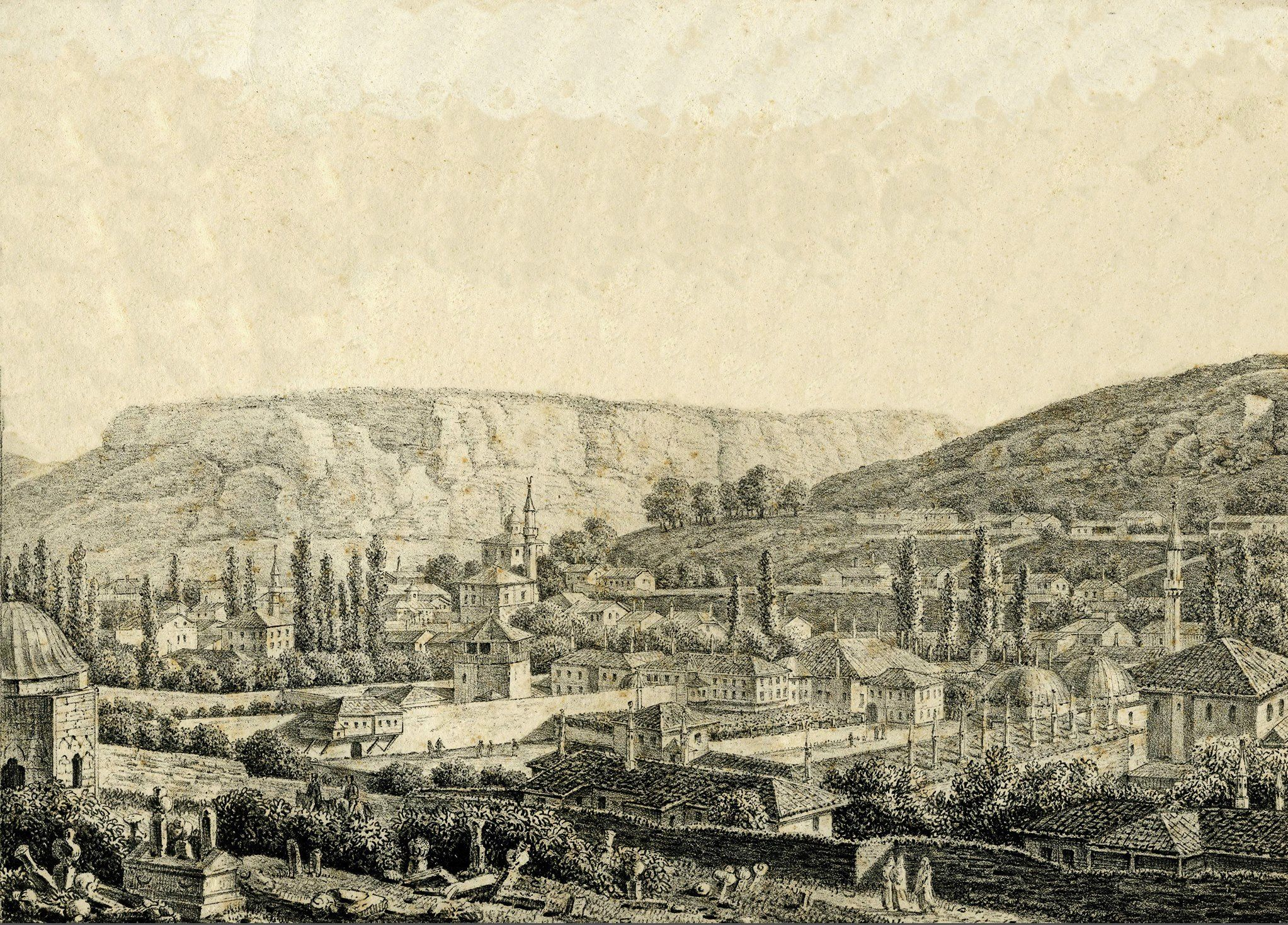
Вид Ханского дворца Бахчисарая. 1804. Литография
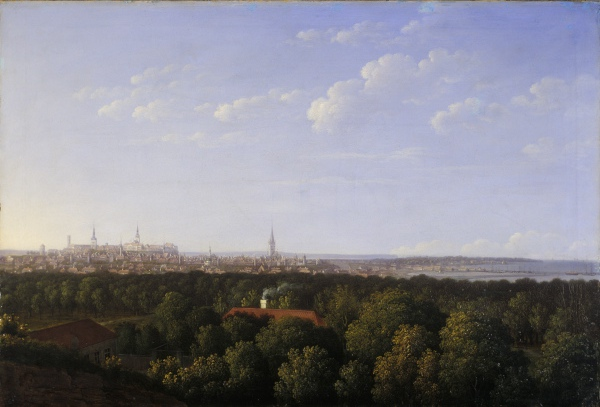
Вид Таллина со стороны Ласнамяэ. 1829. Холст, масло. Художественный музей Эстонии, Таллин
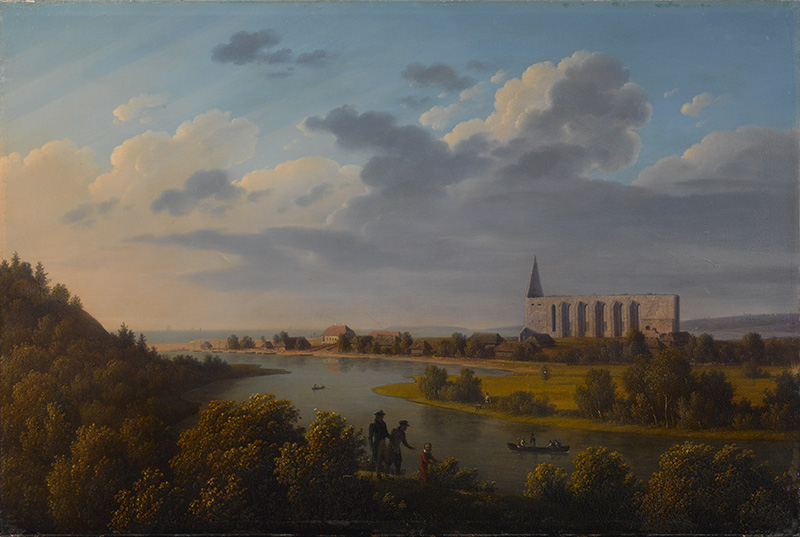
Вид на реку Пирита и монастырь. Холст, масло. Художественный музей Эстонии, Таллин
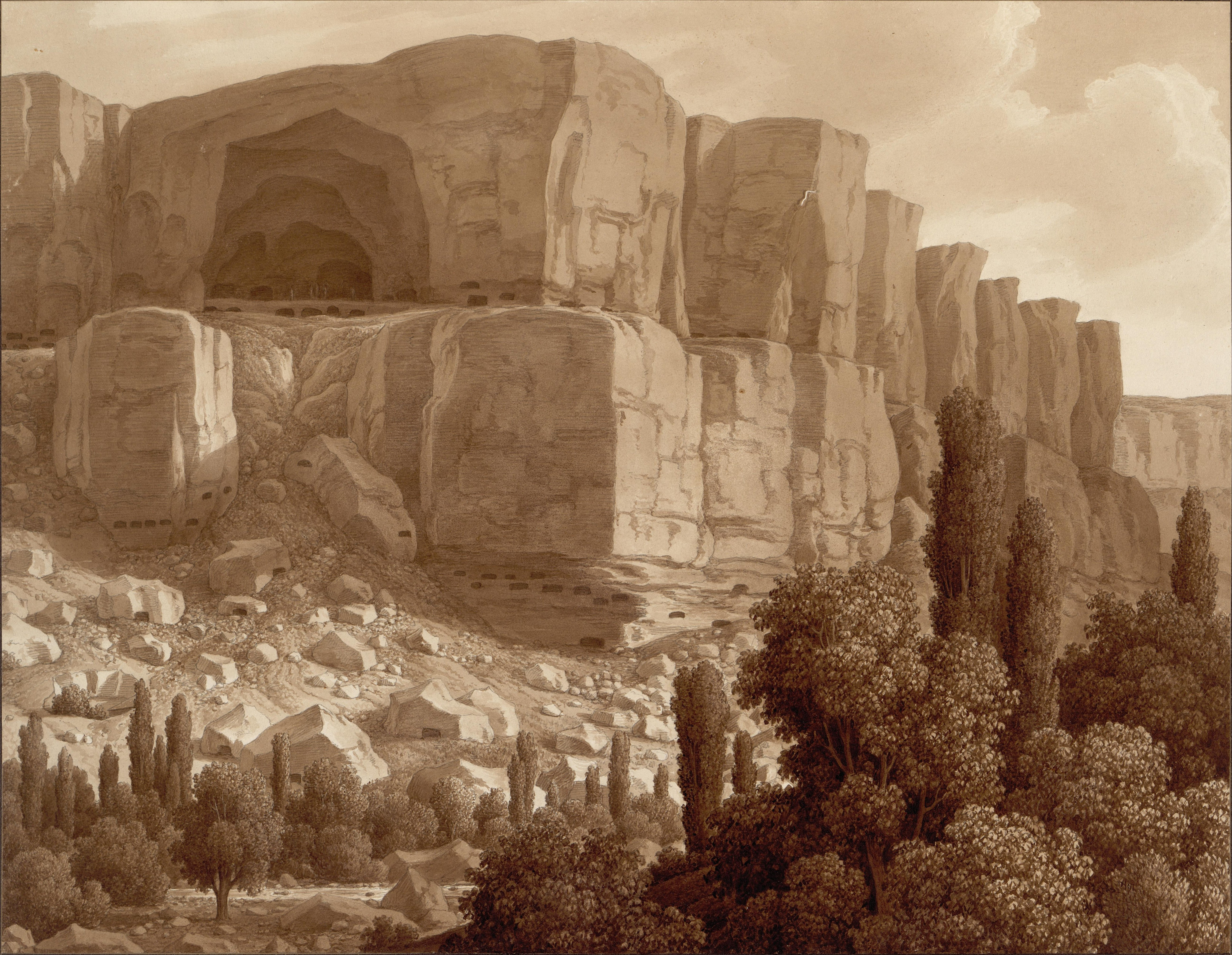
Вид пещерных скал близ Качи-Кальона. 1824. Бумага, чернила, сепия, перо, кисть. Государственный Эрмитаж, Санкт-Петербург
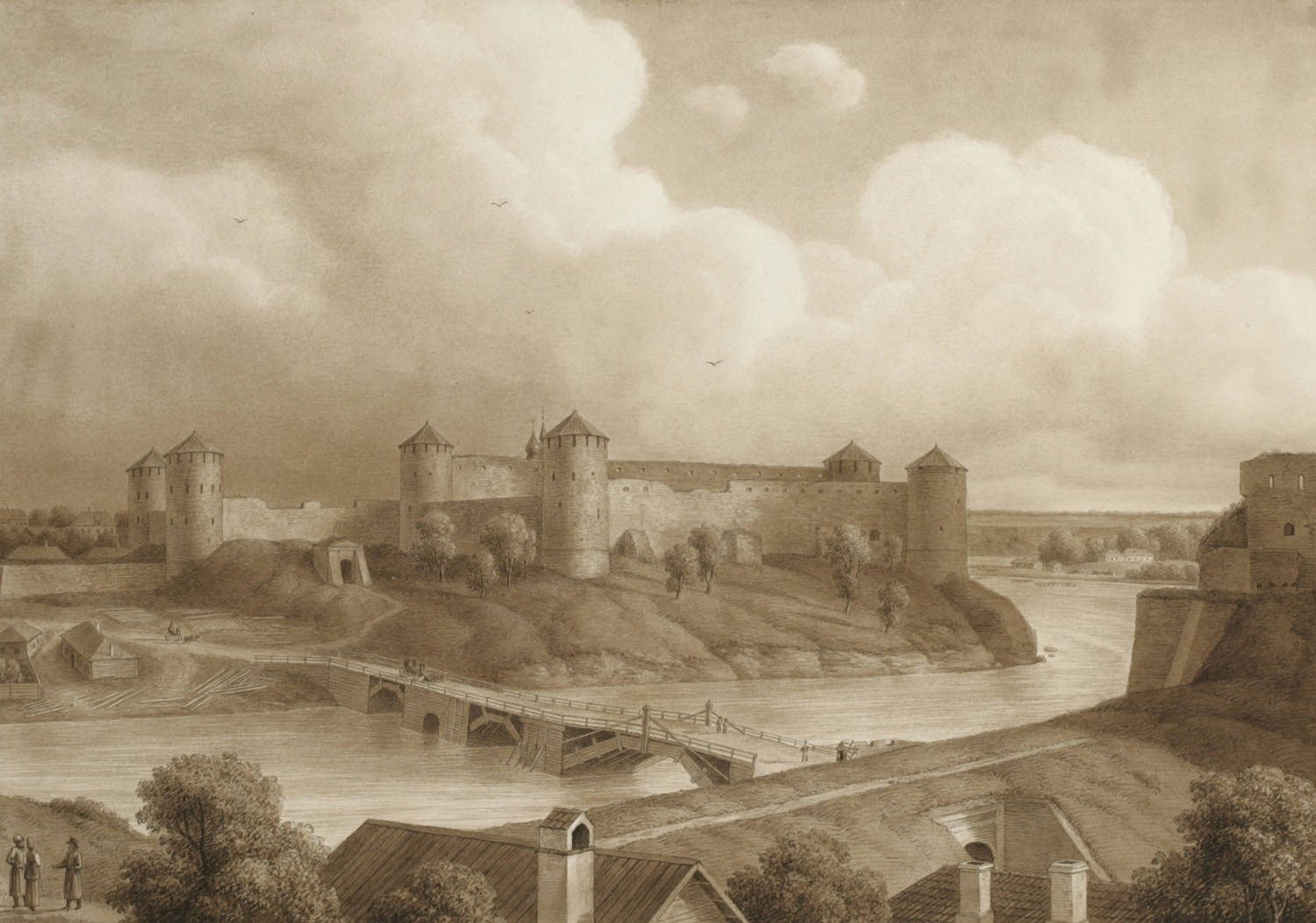
Руины Старой крепости в Ивангороде. 1818. Бумага, кисть, перо, тушь
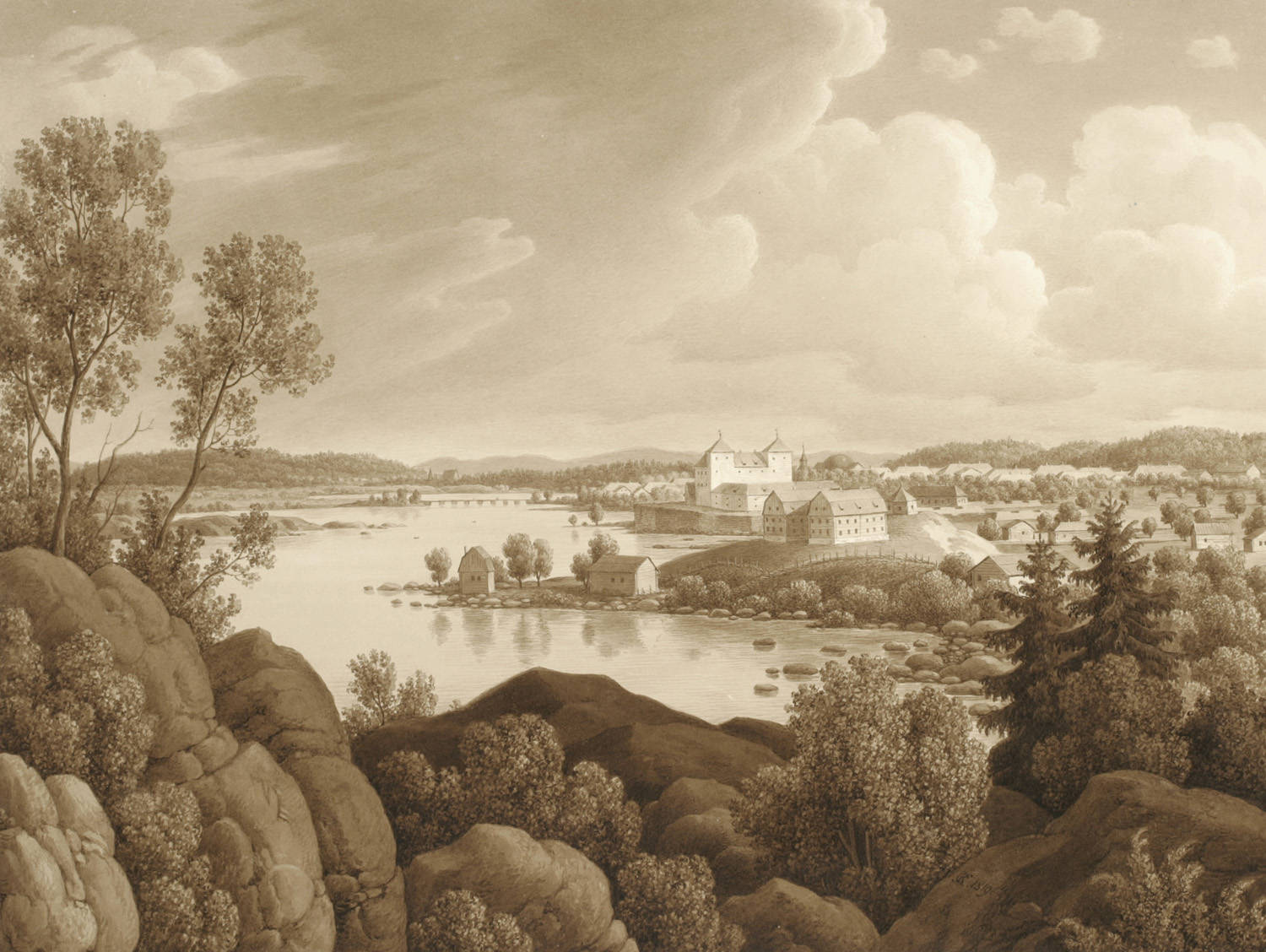
Вид на сельскую местность возле Тавастехуса. 1819. Бумага, кисть, перо, тушь